# Ка Фероти (Венеција)
Ка Фероти (итал. Ca' Ferrotti) је насеље у Италији у округу Венеција, региону Венето.
Према процени из 2011. у насељу је живело 34 становника. Насеље се налази на надморској висини од -2 м.